# Orangutani
Orangutani (Ponginae) je podčeleď hominidů (Hominidae). V současnosti je zastoupena třemi druhy: orangutanem sumaterským (Pongo abelii), orangutanem bornejským (Pongo pygmaeus) a orangutanem tapanulijským (Pongo tapanuliensis).. Mezinárodní svaz ochrany přírody tyto druhy řadí mezi kriticky ohrožené.
Orangutani se od ostatních hominidů oddělili před asi 13 až 16 miliony lety v období miocénu. Bazální linii orangutanů pravděpodobně představuje skupina Sivapithecini. Zřejmě nejznámější druh fosilního orangutana byl Sivapithecus, který v několika druzích osídlil především oblast východní Asie. Blízkým příbuzným moderních orangutanů byl Lufengpithecus, jehož kraniální pozůstatky byly objeveny z pozdního čínského miocénu, a také thajský Khoratpithecus. 

## Taxonomie
Ponginae
- † Lufengpithecini
  - Lufengpithecus
    - Lufengpithecus lufengensis
    - Lufengpithecus keiyuanensis
    - Lufengpithecus hudienensis
- † Sivapithecini
  - Ankarapithecus
    - Ankarapithecus meteai

  - Sivapithecus
    - Sivapithecus brevirostris
    - Sivapithecus punjabicus
    - Sivapithecus parvada
    - Sivapithecus sivalensis
    - Sivapithecus indicus

  - Gigantopithecus
    - Gigantopithecus bilaspurensis
    - Gigantopithecus blacki
    - Gigantopithecus giganteus
- Pongini
  - † Khoratpithecus
    - Khoratpithecus ayeyarwadyensis
    - Khoratpithecus piriyai
    - Khoratpithecus chiangmuanensis

  - Pongo
    - † Pongo hooijeri
    - † Pongo weidenreichi
    - Pongo abelii
    - Pongo pygmaeus
    - Pongo tapanuliensis[1]
- † Griphopithecini
  - Griphopithecus